# Замісник (хімія)

Синім кольором виділено приклади замісників: бром, метокси- й етильну групи

Замісни́к (англ. substituent) — атом або група атомів, які заміщають у результаті хімічної реакції (реальної або уявної) атом Н в органічних сполуках.